# Antonio Onofri
Antonio Onofri (ur. 1759, zm. 26 lutego 1825) – polityk i dyplomata San Marino, główna postać sceny politycznej tego kraju w pierwszej połowie XIX wieku.
Pochodził ze starego rodu, który od wieków wywierał znaczący wpływ na losy Republiki. Otrzymał staranne wykształcenie filozoficzno - prawnicze. W 1787 roku został powołany na urząd sekretarza państwa, w 1789 wybrano go zaś na radnego. W czasie swej długiej kariery pełnił także siedmiokrotnie urząd kapitana-regenta.
Dokonania Onofriego wiążą się w szczególności z polityką zagraniczną, której umiejętnie kreowanie doprowadziło do uznania San Marino przez inne kraje europejskie. W 1797 z jego inicjatywy została odrzucona propozycja powiększenia terytorium Republiki przedłożona przez wysłanników Napoleona Bonaparte. W 1798 podpisał traktat dotyczący handlu i przyjaznych stosunków z Republiką Rzymską, a kilka miesięcy później także z Republiką Cisalpińską. Podobne porozumienie zawarł też z Republiką Włoską, która zajęła miejsce dwóch poprzednio wymienionych, w czerwcu 1802.
26 maja 1805 uczestniczył w koronacji Napoleona Bonaparte na króla Włoch w Mediolanie. 